# Petricó
El petricó (símbol pt) era una de les unitats de volum per a líquids que es feia servir a Catalunya per a la venda al detall de vi, aiguardent, llet o l'oli abans de la generalització del sistema mètric decimal.
El petricó era 1/4 de porró, però la mida del porró variava segons la localitat. En concret, a Barcelona el petricó era de 235 ml, i a les muntanyes de Prades 270ml, però es pot arrodonir a 1/4 de litre.